# Xenofón z Efesu
Xenofón z Efesu, řecky Ξενοφῶν (rozhraní 2. a 3. století) byl starověký řecký spisovatel, autor milostného románu Vyprávění o Antheie a Habrokomovi, zkráceně Efesiaka (Ἐφεσιακά, Efeské příběhy).
O jeho životě není vůbec nic známo. Byzantský encyklopedický slovník Suda z 10. století uvádí, že kromě Efeských příběhů napsal ještě nedochované historické dílo O efeské obci. Tento slovník také tvrdí, že pocházel z maloasijského Efesu. Šlo však pravděpodobně o zpětné vytvoření přídomku podle místa děje jeho románu pro odlišení od autorů stejného jména, zejména slavného historika Xenofóna.

## Efeské příběhy
Ve svém románu líčí Xenofón příběhy dvou milenců, kteří jsou od sebe záhy po svém sňatku odloučeni, prožívají různá dobrodružství, odolají všem nástrahám, zachovají si věrnost a nakonec se šťastně shledají na Rhodu. Podle slovníku Suda měl román deset knih, ale dochovalo se jich jen pět. Existuje i názor, že jde o výtah, čímž by se vysvětlovala nesouvislost vypravování. Po umělecké stránce tak patří román k nejslabším starořeckým románům. Xenofonovo vypravování je jednoduché a strohé, postrádající půvab jiných podobných děl.

## Česká vydání
- Efeské příběhy, obsaženo v knize Dobrodružství lásky - Řecký román I., Arista a Baset, Praha 2001, přeložil Václav Bahník. ISBN 80-86410-10-2